# Casa natal de San Vicente Ferrer
La Casa Natalicia de San Vicente Ferrer conocida popularmente en valenciano como Pouet de Sant Vicent (Pocito de San Vicente), es un edificio situado en el número 1 de la calle del Pouet de Sant Vicent, en la ciudad de Valencia, aunque también tiene acceso por la calle de la Mar. Se trata del lugar de nacimiento de San Vicente Ferrer el 23 de enero de 1350.

## Cronología
La ciudad compró la casa paterna del santo, en la que este había nacido. La adquisición tuvo lugar en 1573 y en 1677 totalmente reedificada, con posteriores intervenciones que la alteraron. En 1734 se decoró la fachada con talla, estucos y dorados, ampliándoese la puerta del patio en 1755. En ese mismo año Llorenç Martínez decoró una de las fachadas e hizo algunas obras en la puerta del patio del edificio con motivo del III Centenario de la canonización del santo.
En 1950 fue totalmente reconstruida por Vicente Valls Gadea, arquitecto municipal, en estilo gótico civil valenciano. Se añadieron algunos edificios adyacentes y se formó un complejo con el edificio originario, la antigua capilla del Nacimiento, la sala del Gremio de Obreros y otros edificios, con la capilla octogonal.

La memoria del santo se mantiene en expositores en el interior del edificio.  Su antigua habitación se mantiene y tiene un retablo de Vicente López. Es de destacar el pozo, que tradicionalmente se tiene por milagroso, junto a los milagros, la capilla y la fuente. 

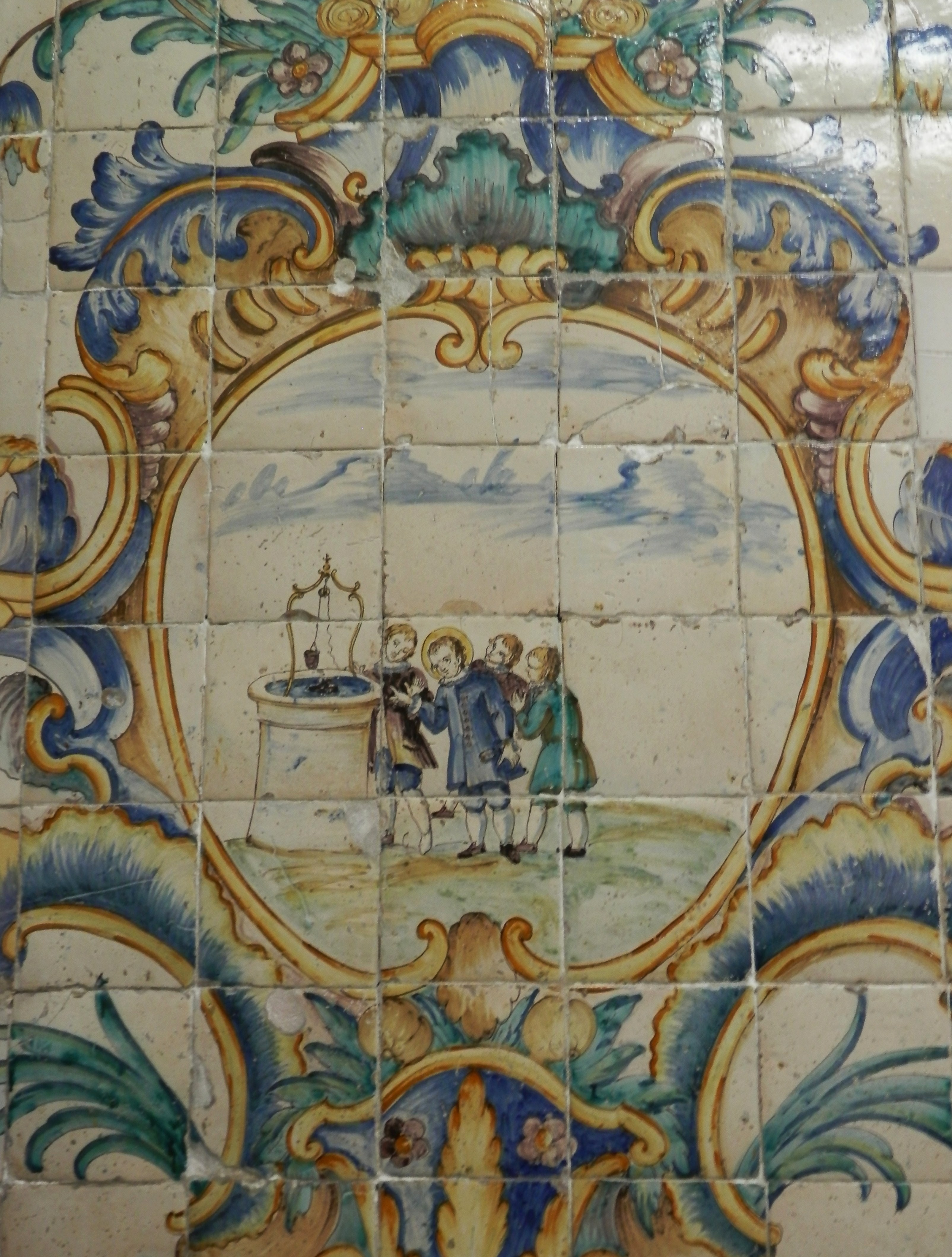
Panel cerámico
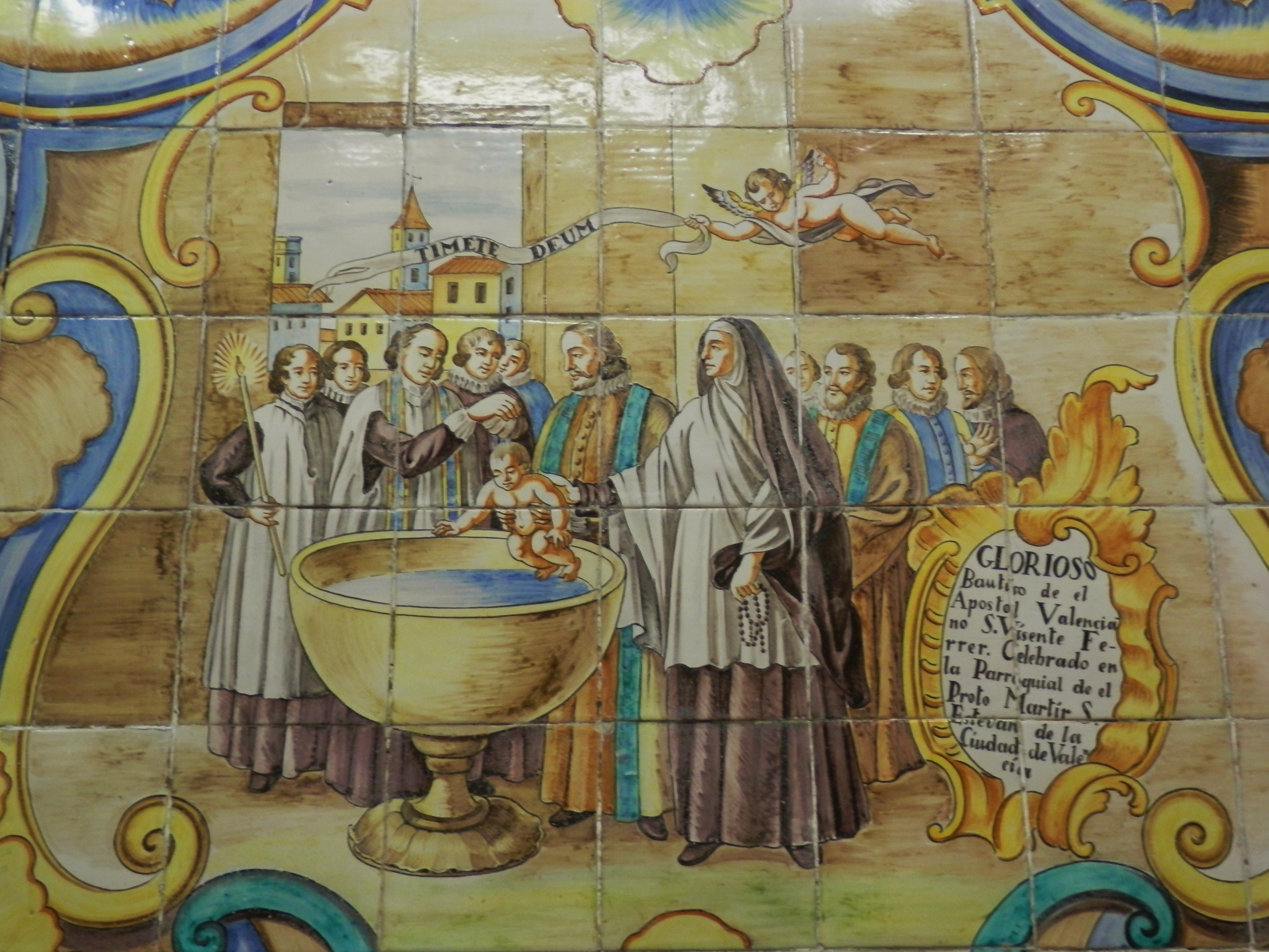
Panel cerámico con el bautizo de Vicente Ferrer
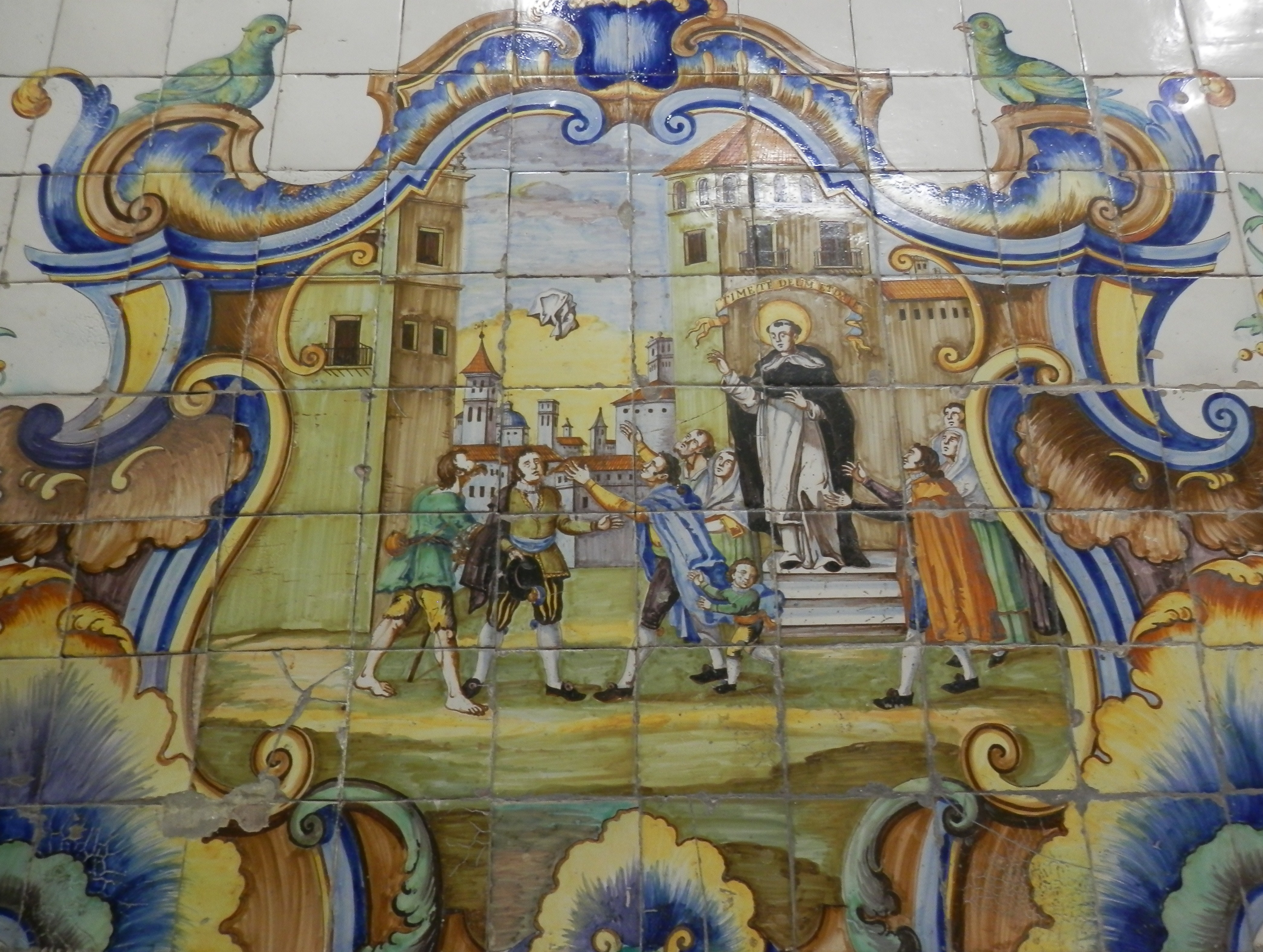
Panel cerámico representando el milagro del pañuelo

## El Pouet de Sant Vicent
Como la generalidad de las casas de la época, esta tenía un pozo, donde según la tradición el santo hizo algunos milagros. A mediados del siglo XIX la ciudad de Valencia sufrió por segunda vez en el siglo una epidemia de cólera, y el pouet recibió mucha afluencia de gente a beber y cargar agua, y según consta en los mostradores de 1854, el pouet abasteció con 159 976 cántaros de agua la ciudad. En agradecimiento, en 1858 colocaron el actual fregadero de mármol que a través de cuatro grifos suministraba el agua. El pozo dejó de tener agua hacia 1975, procediendo posteriormente el agua del suministro general. 
La casa conserva la fuente y el pouet milagroso, decorados con cerámica del XVIII.